# Marc Dickhaut
Marc Dickhaut (* 28. Juni 1971) ist ein ehemaliger deutscher Eishockeyspieler, der unter anderem für den ECD Sauerland und die Moskitos Essen in der zweithöchsten deutschen Spielklasse aktiv war.

## Karriere
Nachdem er die Nachwuchsmannschaften des ECD Sauerland durchlaufen hatte, wurde Marc Dickhaut ab der Saison 1990/91 auch in der 1. Mannschaft eingesetzt, die damals in der 2. Bundesliga aktiv war. Da er in den folgenden Jahren über die Rolle eines Ergänzungsspielers nicht hinauskam, wechselte er während der Saison 1992/93 zum ERC Westfalen Dortmund in die Regionalliga. Mit der Mannschaft feierte er den Aufstieg in die Oberliga, blieb selbst aber in der vierthöchsten deutschen Spielklasse aktiv, indem er sich zur Saison 1993/94 dem SC Solingen anschloss. Nachdem er dort regelmäßig punktete, wagte er ein Jahr später den Gang in die 2. Liga, die inzwischen die Oberliga als dritthöchste Spielklasse abgelöst hatte. Über eine Zwischenstation beim Grefrather EV kam er während der Saison 1994/95 zu den Moskitos Essen, mit denen er in die 1. Liga aufstieg. Nach insgesamt zwei Jahren in Essen und einer weiteren Spielzeit beim Gelsenkirchener EC beendete Dickhaut im Jahr 1997 seine aktive Karriere. Hobbymäßig spielte er in Iserlohn noch einige Jahre weiter Eishockey.

## Erfolge und Auszeichnungen
- 1993 Aufstieg in die Oberliga mit dem ERC Westfalen Dortmund
- 1995 Aufstieg in die 1. Liga mit den Moskitos Essen

## Karrierestatistik
(Legende zur Spielerstatistik: Sp oder GP = absolvierte Spiele; T oder G = erzielte Tore; V oder A = erzielte Assists; Pkt oder Pts = erzielte Scorerpunkte; SM oder PIM = erhaltene Strafminuten; +/− = Plus/Minus-Bilanz; PP = erzielte Überzahltore; SH = erzielte Unterzahltore; GW = erzielte Siegtore; 1 Play-downs/Relegation; Kursiv: Statistik nicht vollständig)